# Zamachy w Teheranie (2017)

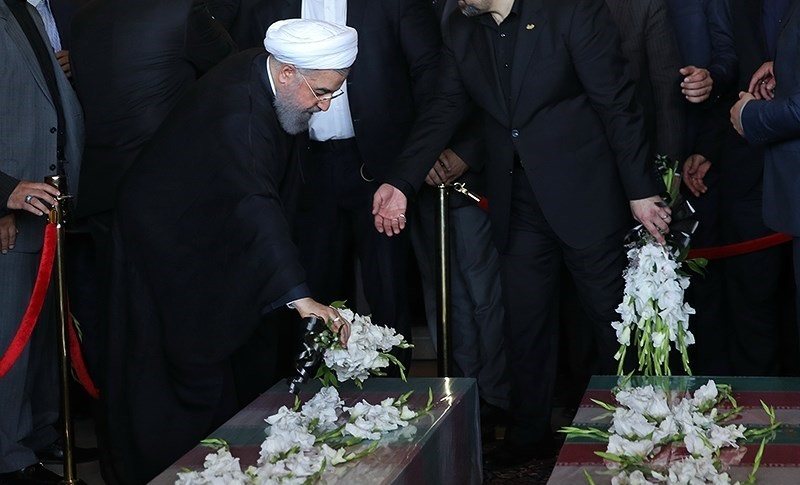
Państwowy pogrzeb ofiar zamachu

Dwa zamachy terrorystyczne, które miały miejsce w stolicy Iranu, Teheranie 7 czerwca 2017.
Pierwszego dokonano w parlamencie Iranu, drugiego zaś w mauzoleum ajtollaha Chomeiniego. W wyniku obu zamachów zginęły 23 osoby (w tym 5 zamachowców), a 52 zostały ranne. Oba ataki przeprowadziło Państwo Islamskie.

## Reperkusje
Odpowiedzią Iranu na zamachy było zbombardowanie za pomocą rakiet średniego zasięgu pozycji Państwa Islamskiego w Dajr az-Zaur we wschodniej Syrii, którego dokonała Islamska Gwardia Rewolucyjna. Rakiety średniego zasięgu typu ziemia-ziemia wystrzelono z baz w Sanandadż oraz Kermanszah.